# Seven de Sudáfrica 2017
El Seven de Sudáfrica 2017 fue la decimonovena edición del Seven de Sudáfrica y la segunda etapa de la Serie Mundial de Rugby 7 2017-18. Se realizó durante los días 9 y 10 de diciembre de 2017 en el Estadio de Ciudad del Cabo en Ciudad del Cabo, Sudáfrica.

## Formato
Se dividen en cuatro grupos de cuatro equipos, cada grupo se resuelve con el sistema de todos contra todos a una sola ronda; la victoria otorga 3 puntos, el empate 2 y la derrota 1 punto.
Los dos equipos con más puntos en cada grupo avanzan a cuartos de final de la Copa. Los cuatro ganadores avanzan a semifinales de la Copa, y los cuatro perdedores a semifinales por el quinto puesto.
Los dos equipos con menos puntos en cada grupo avanzan a cuartos de final de la challenge trophy. Los cuatro ganadores avanzan a semifinales de la challenge trophy, y los cuatro perdedores a semifinales del decimotercer puesto.

## Equipos participantes
Además de los 15 equipos que tienen su lugar asegurado para toda la temporada se suma como invitado la selección de Uganda ganadora del Campeonato Africano de Rugby 7 de 2017 luego de derrotar a Zimbabue en la final por 10-7.
| - Argentina - Australia - Canadá - Escocia | - España - Estados Unidos - Fiyi - Francia | - Gales - Inglaterra - Kenia - Nueva Zelanda | - Rusia - Samoa - Sudáfrica - Uganda |

## Resultados

### Fase de grupos
- Todos los horarios corresponden al huso horario local: UTC+2.[2]

#### Grupo A
| Pos | Países    | Pts | Partidos | Partidos | Partidos | Partidos | Tantos | Tantos | Tantos |
| Pos | Países    | Pts | J        | G        | E        | P        | PF     | PC     | DP     |
| --- | --------- | --- | -------- | -------- | -------- | -------- | ------ | ------ | ------ |
| 1   | Sudáfrica | 9   | 3        | 3        | 0        | 0        | 97     | 17     | +80    |
| 2   | Francia   | 7   | 3        | 2        | 0        | 1        | 47     | 50     | -3     |
| 3   | Kenia     | 5   | 3        | 1        | 0        | 2        | 55     | 47     | +8     |
| 4   | Rusia     | 3   | 3        | 0        | 0        | 3        | 10     | 95     | -85    |

|  | Avanzan a cuartos de final. |

| 9 de diciembre, 12:27 | Kenia | 14 - 21 | Francia | Estadio de Ciudad del Cabo, Ciudad del Cabo |  |

| 9 de diciembre, 12:49 | Sudáfrica | 40 - 5 | Rusia | Estadio de Ciudad del Cabo, Ciudad del Cabo |  |

| 9 de diciembre, 15:48 | Kenia | 34 - 0 | Rusia | Estadio de Ciudad del Cabo, Ciudad del Cabo |  |

| 9 de diciembre, 16:10 | Sudáfrica | 31 - 5 | Francia | Estadio de Ciudad del Cabo, Ciudad del Cabo |  |

| 9 de diciembre, 19:34 | Francia | 21 - 5 | Rusia | Estadio de Ciudad del Cabo, Ciudad del Cabo |  |

| 9 de diciembre, 19:56 | Sudáfrica | 26 - 7 | Kenia | Estadio de Ciudad del Cabo, Ciudad del Cabo |  |

#### Grupo B
| Pos | Países         | Pts | Partidos | Partidos | Partidos | Partidos | Tantos | Tantos | Tantos |
| Pos | Países         | Pts | J        | G        | E        | P        | PF     | PC     | DP     |
| --- | -------------- | --- | -------- | -------- | -------- | -------- | ------ | ------ | ------ |
| 1   | Estados Unidos | 9   | 3        | 3        | 0        | 0        | 79     | 19     | +60    |
| 2   | Nueva Zelanda  | 7   | 3        | 2        | 0        | 1        | 85     | 34     | +51    |
| 3   | Australia      | 5   | 3        | 1        | 0        | 2        | 62     | 78     | -16    |
| 4   | España         | 3   | 3        | 0        | 0        | 3        | 17     | 112    | -95    |

|  | Avanzan a cuartos de final. |

| 9 de diciembre, 11:43 | Australia | 36 - 12 | España | Estadio de Ciudad del Cabo, Ciudad del Cabo |  |

| 9 de diciembre, 12:05 | Nueva Zelanda | 0 - 22 | Estados Unidos | Estadio de Ciudad del Cabo, Ciudad del Cabo |  |

| 9 de diciembre, 15:04 | Australia | 14 - 31 | Estados Unidos | Estadio de Ciudad del Cabo, Ciudad del Cabo |  |

| 9 de diciembre, 15:26 | Nueva Zelanda | 50 - 0 | España | Estadio de Ciudad del Cabo, Ciudad del Cabo |  |

| 9 de diciembre, 18:50 | España | 5 - 26 | Estados Unidos | Estadio de Ciudad del Cabo, Ciudad del Cabo |  |

| 9 de diciembre, 19:12 | Nueva Zelanda | 35 - 12 | Australia | Estadio de Ciudad del Cabo, Ciudad del Cabo |  |

#### Grupo C
| Pos | Países     | Pts | Partidos | Partidos | Partidos | Partidos | Tantos | Tantos | Tantos |
| Pos | Países     | Pts | J        | G        | E        | P        | PF     | PC     | DP     |
| --- | ---------- | --- | -------- | -------- | -------- | -------- | ------ | ------ | ------ |
| 1   | Inglaterra | 9   | 3        | 3        | 0        | 0        | 72     | 14     | +58    |
| 2   | Argentina  | 7   | 3        | 2        | 0        | 1        | 69     | 45     | +24    |
| 3   | Escocia    | 5   | 3        | 1        | 0        | 2        | 66     | 31     | +35    |
| 4   | Uganda     | 3   | 3        | 0        | 0        | 3        | 7      | 124    | -117   |

|  | Avanzan a cuartos de final. |

| 9 de diciembre, 10:59 | Escocia | 14 - 19 | Argentina | Estadio de Ciudad del Cabo, Ciudad del Cabo |  |

| 9 de diciembre, 11:21 | Inglaterra | 36 - 0 | Uganda | Estadio de Ciudad del Cabo, Ciudad del Cabo |  |

| 9 de diciembre, 14:20 | Escocia | 45 - 0 | Uganda | Estadio de Ciudad del Cabo, Ciudad del Cabo |  |

| 9 de diciembre, 14:42 | Inglaterra | 24 - 7 | Argentina | Estadio de Ciudad del Cabo, Ciudad del Cabo |  |

| 9 de diciembre, 17:41 | Argentina | 43 - 7 | Uganda | Estadio de Ciudad del Cabo, Ciudad del Cabo |  |

| 9 de diciembre, 18:03 | Inglaterra | 12 - 7 | Escocia | Estadio de Ciudad del Cabo, Ciudad del Cabo |  |

#### Grupo D
| Pos | Países | Pts | Partidos | Partidos | Partidos | Partidos | Tantos | Tantos | Tantos |
| Pos | Países | Pts | J        | G        | E        | P        | PF     | PC     | DP     |
| --- | ------ | --- | -------- | -------- | -------- | -------- | ------ | ------ | ------ |
| 1   | Fiyi   | 7   | 3        | 2        | 0        | 1        | 80     | 43     | +37    |
| 2   | Canadá | 7   | 3        | 2        | 0        | 1        | 70     | 47     | +23    |
| 3   | Gales  | 5   | 3        | 1        | 0        | 2        | 45     | 71     | -26    |
| 4   | Samoa  | 5   | 3        | 1        | 0        | 2        | 38     | 72     | -34    |

|  | Avanzan a cuartos de final. |

| 9 de diciembre, 10:15 | Samoa | 19 - 17 | Canadá | Estadio de Ciudad del Cabo, Ciudad del Cabo |  |

| 9 de diciembre, 10:37 | Fiyi | 28 - 14 | Gales | Estadio de Ciudad del Cabo, Ciudad del Cabo |  |

| 9 de diciembre, 13:36 | Samoa | 12 - 17 | Gales | Estadio de Ciudad del Cabo, Ciudad del Cabo |  |

| 9 de diciembre, 13:58 | Fiyi | 14 - 22 | Canadá | Estadio de Ciudad del Cabo, Ciudad del Cabo |  |

| 9 de diciembre, 16:57 | Canadá | 31 - 14 | Gales | Estadio de Ciudad del Cabo, Ciudad del Cabo |  |

| 9 de diciembre, 17:19 | Fiyi | 38 - 7 | Samoa | Estadio de Ciudad del Cabo, Ciudad del Cabo |  |

### Etapa eliminatoria

#### Copa de oro
|  | Cuartos de final | Cuartos de final | Cuartos de final |               |           | Semifinales | Semifinales | Semifinales |           |               | Copa          | Copa         | Copa |  |
|  |                  |                  |                  |               |           |             |             |             |           |               |               |              |      |  |
|  |                  |                  |                  |               |           |             |             |             |           |               |               |              |      |  |
|  | Sudáfrica        | Sudáfrica        | 31               |               |           |             |             |             |           |               |               |              |      |  |
|  | Sudáfrica        | Sudáfrica        | 31               |               |           |             |             |             |           |               |               |              |      |  |
|  | Fiyi             | Fiyi             | 26               |               |           |             |             |             |           |               |               |              |      |  |
|  | Fiyi             | Fiyi             | 26               |               | Sudáfrica | Sudáfrica   | 12          |             |           |               |               |              |      |  |
|  |                  |                  |                  |               | Sudáfrica | Sudáfrica   | 12          |             |           |               |               |              |      |  |
|  |                  |                  | Nueva Zelanda    | Nueva Zelanda | 19        |             |             |             |           |               |               |              |      |  |
|  | Inglaterra       | Inglaterra       | Nueva Zelanda    | Nueva Zelanda | 19        | 12          |             |             |           |               |               |              |      |  |
|  | Inglaterra       | Inglaterra       |                  |               |           |             |             |             |           |               |               |              |      |  |
|  | Nueva Zelanda    | Nueva Zelanda    | 17               |               |           |             |             |             |           |               |               |              |      |  |
|  | Nueva Zelanda    | Nueva Zelanda    | 17               |               |           |             |             |             |           | Nueva Zelanda | Nueva Zelanda | 38           |      |  |
|  |                  |                  |                  |               |           |             |             |             |           | Nueva Zelanda | Nueva Zelanda | 38           |      |  |
|  |                  |                  | Argentina        | Argentina     | 14        |             |             |             |           |               |               |              |      |  |
|  | Canadá           | Canadá           | Argentina        | Argentina     | 14        | 35          |             |             |           |               |               |              |      |  |
|  | Canadá           | Canadá           |                  |               |           |             |             |             |           |               |               |              |      |  |
|  | Francia          | Francia          | 7                |               |           |             |             |             |           |               |               |              |      |  |
|  | Francia          | Francia          | 7                |               | Canadá    | Canadá      | 12          |             |           | Tercer lugar  | Tercer lugar  | Tercer lugar |      |  |
|  |                  |                  |                  |               | Canadá    | Canadá      | 12          |             |           | Tercer lugar  | Tercer lugar  | Tercer lugar |      |  |
|  |                  |                  | Argentina        | Argentina     | 14        |             |             |             |           |               |               |              |      |  |
|  | Estados Unidos   | Estados Unidos   | Argentina        | Argentina     | 14        | 12          |             |             | Sudáfrica | Sudáfrica     | 19            |              |      |  |
|  | Estados Unidos   | Estados Unidos   |                  |               |           |             |             |             | Sudáfrica | Sudáfrica     | 19            |              |      |  |
|  | Argentina        | Argentina        | 28               |               |           |             |             |             |           |               | Canadá        | Canadá       | 17   |  |
|  | Argentina        | Argentina        | 28               |               |           |             |             |             |           |               | Canadá        | Canadá       | 17   |  |
|  |                  |                  |                  |               |           |             |             |             |           |               |               |              |      |  |

##### Cuartos de final
| 10 de diciembre, 12:04 | Sudáfrica | 31 - 26 | Fiyi | Estadio de Ciudad del Cabo, Ciudad del Cabo |  |

| 10 de diciembre, 12:26 | Inglaterra | 12 - 17 | Nueva Zelanda | Estadio de Ciudad del Cabo, Ciudad del Cabo |  |

| 10 de diciembre, 12:48 | Canadá | 35 - 7 | Francia | Estadio de Ciudad del Cabo, Ciudad del Cabo |  |

| 10 de diciembre, 13:10 | Estados Unidos | 12 - 28 | Argentina | Estadio de Ciudad del Cabo, Ciudad del Cabo |  |

##### Semifinales
| 10 de diciembre, 16:34 | Sudáfrica | 12 - 19 | Nueva Zelanda | Estadio de Ciudad del Cabo, Ciudad del Cabo |  |

| 10 de diciembre, 16:56 | Canadá | 12 - 14 | Argentina | Estadio de Ciudad del Cabo, Ciudad del Cabo |  |

##### Tercer puesto
| 10 de diciembre, 19:18 | Sudáfrica | 19 - 17 | Canadá | Estadio de Ciudad del Cabo, Ciudad del Cabo |  |

##### Final
| 10 de diciembre, 19:44 | Nueva Zelanda | 38 - 14 | Argentina | Estadio de Ciudad del Cabo, Ciudad del Cabo |  |

| Bandera de Nueva Zelanda |
| Campeón Nueva Zelanda    |
| 1º título del circuito   |

#### Quinto puesto
|  | Semifinales    | Semifinales    | Semifinales    |                |      | 5.º puesto | 5.º puesto | 5.º puesto |  |
|  |                |                |                |                |      |            |            |            |  |
|  |                |                |                |                |      |            |            |            |  |
|  | Fiyi           | Fiyi           | 19             |                |      |            |            |            |  |
|  | Fiyi           | Fiyi           | 19             |                |      |            |            |            |  |
|  | Inglaterra     | Inglaterra     | 12             |                |      |            |            |            |  |
|  | Inglaterra     | Inglaterra     | 12             |                | Fiyi | Fiyi       | 26         |            |  |
|  |                |                |                |                | Fiyi | Fiyi       | 26         |            |  |
|  |                |                | Estados Unidos | Estados Unidos | 12   |            |            |            |  |
|  | Francia        | Francia        | Estados Unidos | Estados Unidos | 12   | 12         |            |            |  |
|  | Francia        | Francia        |                |                |      | 12         |            |            |  |
|  | Estados Unidos | Estados Unidos | 29             |                |      |            |            |            |  |
|  | Estados Unidos | Estados Unidos | 29             |                |      |            |            |            |  |
|  |                |                |                |                |      |            |            |            |  |

#### Challenge trophy
|  | Eliminatoria | Eliminatoria | Eliminatoria |           |       | Semifinales | Semifinales | Semifinales |  |        | Challenge trophy | Challenge trophy | Challenge trophy |  |
|  |              |              |              |           |       |             |             |             |  |        |                  |                  |                  |  |
|  |              |              |              |           |       |             |             |             |  |        |                  |                  |                  |  |
|  | Kenia        | Kenia        | 17           |           |       |             |             |             |  |        |                  |                  |                  |  |
|  | Kenia        | Kenia        | 17           |           |       |             |             |             |  |        |                  |                  |                  |  |
|  | Samoa        | Samoa        | 19           |           |       |             |             |             |  |        |                  |                  |                  |  |
|  | Samoa        | Samoa        | 19           |           | Samoa | Samoa       | 0           |             |  |        |                  |                  |                  |  |
|  |              |              |              |           | Samoa | Samoa       | 0           |             |  |        |                  |                  |                  |  |
|  |              |              | España       | España    | 24    |             |             |             |  |        |                  |                  |                  |  |
|  | Escocia      | Escocia      | España       | España    | 24    | 7           |             |             |  |        |                  |                  |                  |  |
|  | Escocia      | Escocia      |              |           |       |             |             |             |  |        |                  |                  |                  |  |
|  | España       | España       | 24           |           |       |             |             |             |  |        |                  |                  |                  |  |
|  | España       | España       | 24           |           |       |             |             |             |  | España | España           | 7                |                  |  |
|  |              |              |              |           |       |             |             |             |  | España | España           | 7                |                  |  |
|  |              |              | Australia    | Australia | 26    |             |             |             |  |        |                  |                  |                  |  |
|  | Gales        | Gales        | Australia    | Australia | 26    | 21          |             |             |  |        |                  |                  |                  |  |
|  | Gales        | Gales        |              |           |       |             |             |             |  |        |                  |                  |                  |  |
|  | Rusia        | Rusia        | 12           |           |       |             |             |             |  |        |                  |                  |                  |  |
|  | Rusia        | Rusia        | 12           |           | Gales | Gales       | 5           |             |  |        |                  |                  |                  |  |
|  |              |              |              |           | Gales | Gales       | 5           |             |  |        |                  |                  |                  |  |
|  |              |              | Australia    | Australia | 42    |             |             |             |  |        |                  |                  |                  |  |
|  | Australia    | Australia    | Australia    | Australia | 42    | 47          |             |             |  |        |                  |                  |                  |  |
|  | Australia    | Australia    |              |           |       |             |             |             |  |        |                  |                  |                  |  |
|  | Uganda       | Uganda       | 12           |           |       |             |             |             |  |        |                  |                  |                  |  |
|  | Uganda       | Uganda       | 12           |           |       |             |             |             |  |        |                  |                  |                  |  |
|  |              |              |              |           |       |             |             |             |  |        |                  |                  |                  |  |

#### Decimotercer puesto
|  | Semifinales | Semifinales | Semifinales |        |       | 13.º puesto | 13.º puesto | 13.º puesto |  |
|  |             |             |             |        |       |             |             |             |  |
|  |             |             |             |        |       |             |             |             |  |
|  | Kenia       | Kenia       | 33          |        |       |             |             |             |  |
|  | Kenia       | Kenia       | 33          |        |       |             |             |             |  |
|  | Escocia     | Escocia     | 12          |        |       |             |             |             |  |
|  | Escocia     | Escocia     | 12          |        | Kenia | Kenia       | 24          |             |  |
|  |             |             |             |        | Kenia | Kenia       | 24          |             |  |
|  |             |             | Uganda      | Uganda | 14    |             |             |             |  |
|  | Rusia       | Rusia       | Uganda      | Uganda | 14    | 19          |             |             |  |
|  | Rusia       | Rusia       |             |        |       | 19          |             |             |  |
|  | Uganda      | Uganda      | 28          |        |       |             |             |             |  |
|  | Uganda      | Uganda      | 28          |        |       |             |             |             |  |
|  |             |             |             |        |       |             |             |             |  |

## Posiciones finales
| Pos               | Equipo         |
| ----------------- | -------------- |
| Medalla de oro    | Nueva Zelanda  |
| Medalla de plata  | Argentina      |
| Medalla de bronce | Sudáfrica      |
| 4                 | Canadá         |
| 5                 | Fiyi           |
| 6                 | Estados Unidos |
| 7                 | Inglaterra     |
| 7                 | Francia        |
| 9                 | Australia      |
| 10                | España         |
| 11                | Samoa          |
| 11                | Gales          |
| 13                | Kenia          |
| 14                | Uganda         |
| 15                | Rusia          |
| 15                | Escocia        |